# 전일본공수 1603편 동체착륙 사고
전일본공수 1603편 동체착륙 사고(영어: All Nippon Airways Flight 1603)는 2007년 3월 13일, 고치 공항에 착륙을 시도하던 전일본공수 1603편이 노즈기어(앞쪽 바퀴)가 나오지 않아 동체착륙한 사고이다.

## 사고 경과
- 8시 9분 : 이타미 공항 택싱 개시
- 8시 21분 : 이륙
- 8시 47분 : 고치 공항 관제탑으로부터 착륙 허가를 받음
- 8시 49분 : 노즈기어가 나오지 않아 선회하면서 원인을 조사함을 사고기가 관제탑에 통보
- 9시 14분 : 사고기가 지상의 정비원에게 확인 및 활주로 상공의 저공 활주를 요청
- 9시 21분 : 첫번째 저공 활주
- 9시 25분 : 기장인 이마자토 히토시(今里仁)[1]가 기내 방송을 통해 노즈기어가 나오지 않고 있으며 대책을 강구 중임을 승객들에게 알림
- 9시 35분 : 두번째 저공 활주
- 9시 40분 : 고치 공항에 대책본부가 설치됨
- 9시 44분 : 사고기에서 수동으로 노즈기어를 꺼내려고 시도함. 이 시점에 남은 연료는 3100 파운드였다.[a] 공항측에서는 소방대를 대기시킴
- 9시 45분 : 수상 관저에 정부 정보연락실이 설치됨
- 9시 50분 경 : 전일본공수 본사에 하네다 공항으로부터 사고기의 상태가 통지됨
- 9시 57분 : 사고기가 노즈기어를 나오게 하기 위해 급선회를 시도
- 10시 19분 : 사고기가 터치 앤드 고를 하여 착지시의 충격을 통해 노즈기어가 나오도록 시도해 보겠다고 관제탑에 요청
- 10시 20분 경 : 방송사들이 생중계를 시작함
- 10시 24분 : 관제탑에서 터치 앤드 고를 승인
- 10시 25분 : 사고기가 터치 앤드 고를 하였으나 노즈기어는 나오지 않아 재이륙
- 10시 28분 : 사고기가 10시 52분쯤에 착륙을 시도하겠다고 통보
- 10시 34분 : 기장이 객실승무원들을 시켜 승객들을 기체 뒤편으로 이동시킴
- 10시 35분 : 지상에서 대기중이던 소방대가 활주로에 소화약제를 뿌림
- 10시 40분 : 동체착륙을 하기로 정함
- 10시 41분 : 사고기가 관제탑에 5분쯤 뒤에 착륙하겠다고 통보
- 10시 47분 : 사고기가 관제탑에 착륙허가를 요청
- 10시 49분 : 기장이 기내 방송으로 착륙 5분 전임을 알림
- 10시 50분 : 기장이 기내 방송으로 앞으로 10분 정도의 연료만이 남아 있어 동체착륙을 할 것임을 알림
- 10시 52분 : 기장이 기내 방송으로 착륙 2분 전임을 알림. 관제탑에서는 사고기에 풍향과 풍속을 알려줌
- 10시 53분 : 기장이 기내 방송으로 착륙 1분 전임을 알림
- 10시 54분 : 사고기가 메인기어(뒷바퀴)만으로 활주로에 착지. 착지 후 15초 정도 뒤에 기수가 지면에 닿았고 다시 15초가량 지나 완전히 정지하였다. 직후 소방대가 기수 부분에 물을 뿌렸고 대기중이던 정비원들이 기체 주변의 점검을 개시
- 11시 6분 : 오른쪽 앞문이 열림
- 11시 8분 : 승객들이 내리기 시작
- 11시 12분 : 승객 전원이 내림
- 11시 15분 : 승객들을 태운 버스가 현장을 발차
- 11시 19분 : 버스가 여객 청사에 도착하여 승객들이 청사로 들어감
- 11시 40분 : 전일본공수가 하네다 공항에서 사과 기자회견을 염
- 12시 10분 경 : 국토교통성은 기자 회견을 열고 일찍이 유례가 없는 사례라고 밝힘
- 12시 15분 : 전일본공수가 고치 공항에서 사과 기자회견을 염

## 사고기 및 승무원

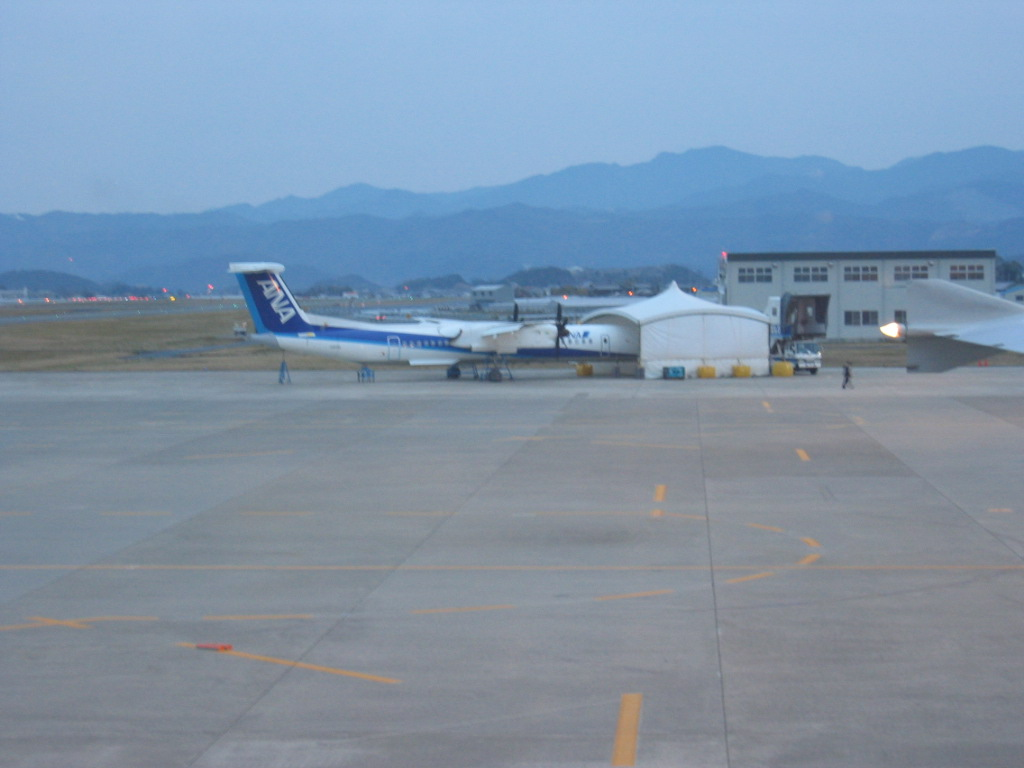
3월 19일, 고치 공항에서 수리 중인 사고기

사고기인 JA849A는 2005년 7월에 도입되어 사고 직전인 10일 기준으로 2966시간 52분을 비행하여 4197소티를 완수했다. 사고 이후 현지에서 최소한의 수리만을 받고 이타미로 회송되어 중정비를 받고 이후 잠시 승무원 훈련용으로 사용되었다. 전일본공수 측에서는 2008년 1월 1일에 영업에 복귀시키려 했으나 고치 현의 유감 표명으로 철회했으며 이어 6월 23일에 봄바디어 Q400을 3기 도입함과 동시에 사고기를 봄바디어에 매각할 것을 밝혔다. 사고기는 2010년 3월 26일부로 JA849A의 등록이 말소되고 4월 1일에 C-GDXC로 등록 변경되었으며, 2012년에 몽골의 이즈니스 항공이 사들여 8월 7일부로 JU-9919로써 등록, 운항을 개시하였다.
승무원들은 모두 전일본공수의 자회사인 에어센트럴(ja) 소속이다. 나이는 본 사고 당시 기준.
- 기장 이마자토 히토시(今里仁, 36세) : '05년부터 봄바디어 Q시리즈를 조종. 비행시간 7978시간.
- 부조종사 기시노 야스요시(岸野安芳, 34세)
- 객실승무원 2명

## 사고 원인
기체의 제작 단계에서 노즈기어 격납 부분의 부품이 잘못 장착되어 있었고, 나사도 부족하여 작동불량으로 이어졌다. 그러나 사고기는 날개가 동체 위쪽에 붙어 있는 고익기(高翼機)였고, 메인기어는 정상 작동하였기 때문에 동체 착륙으로 인한 기체의 손상이 적었다. 뿐만 아니라 승무원의 적절한 대처도 있어 무사히 착륙, 사상자가 발생하지 않은 보기 드문 사례가 되었다.

## 사고의 영향
사고기인 봄바디어 Q시리즈는 사고 이전부터 노즈기어 격납 부분의 결함으로 인해 일본 내에서 쓰이기 시작한 2002년부터 본 사고에 이르기까지 일본 내에서만 통산 88건의 문제가 발생하였다. 또 본 사고로부터 반년 뒤인 9월에는 스칸디나비아 항공의 동형기가 착륙중 왼쪽 메인기어가 파손되어 동체착륙하는 사고가 일어나는 것을 본 국토교통성에서는 일본 내의 해당 기종에 대한 긴급점검을 실시하여 5기에 대해 운항을 중지시켰다.

### 일본에서의 유사 사고 사례
- 2004년 11월 21일, 고치 공항에 착륙중인 항공기가 활주로를 벗어나 정지하여 공항이 일시 폐쇄됨[3]
- 2006년 2월 9일, 전일본공수 1823편이 기어가 나오지 않아 수동으로 나오게 함
- 2006년 3월 20일, 아마쿠사 에어라인 소속의 Q100형이 구마모토 공항 착륙 중 기어가 전혀 나오지 않아 수동으로 나오게 함

### 내용주
1. ↑  대형 제트기의 경우 연료를 버릴 수 있도록 되어 있으나, 사고기는 소형기로 연료를 버릴 수 없어 선회하며 연료를 소비할 수 밖에 없다
2. ↑  프랑스어로 '출구'를 뜻하며 항공 용어로 무사히 착륙하여 해당 편의 비행을 완수함을 가리킨다
3. ↑  2010년에 전일본공수의 다른 자회사들과 합병되어 ANA 윙스가 되었다.

### 참조주
1. ↑  “急旋回、何度もレバー操作　胴体着陸事故機の機長ら証言”. 고치 신문. 2008년 5월 28일.[깨진 링크(과거 내용 찾기)]
2. ↑  “県代替機を要請 全日空知事に陳謝”. 고치 신문. 2007년 3월 14일. 2014년 7월 14일에 원본 문서에서 보존된 문서. 2014년 6월 8일에 확인함.
3. ↑  “高知空港でボンバルディア機脱輪　けが人なし”. 고치 신문. 2004년 11월 22일.[깨진 링크(과거 내용 찾기)]

## 같이 보기
- LOT 폴란드 항공 16편 동체착륙 사고